# Gerhard Menz
Gerhard Max Heinrich Menz (* 10. Februar 1885 in Kreuzburg, Oberschlesien; † 16. Januar 1954 in Leipzig) war ein deutscher Ökonom und Buchhandelsexperte.

## Leben
Von 1904 bis 1910 studierte Menz Philologie, Geschichte und Nationalökonomie in München u. a. bei Lujo Brentano und an der Universität Breslau. Dort promovierte er zum Dr. phil. und legte das Erste Staatsexamen zum Gymnasiallehrer ab. Während seines Studiums wurde er Mitglied beim Verein Deutscher Studenten Breslau. Darauf folgte 1911–1912 der Wehrdienst. 1912 wurde Menz Chefredakteur der konservativen Weimarischen Zeitung, 1913–1915 wirkte er als Journalist der Tsingtauer (Kriegs-)Nachrichten in der deutschen Kolonie in China. Nach der japanischen Besetzung leitete er 1915 bis 1919 die staatliche Kaiser-Wilhelm-Schule in Shanghai. 
Von 1920 bis 1925 war er volkswirtschaftlicher und journalistischer Berater und Referent für Ausbildungsfragen im Börsenverein des Deutschen Buchhandels in Leipzig sowie von 1921 bis 1933 Chefredakteur des Börsenblattes für den deutschen Buchhandel. 1922 begann er als nebenamtlicher Dozent für Buchhandelsbetriebslehre und Wirtschaftsgeschichte Ostasiens an der Handelshochschule Leipzig. Von 1925 bis 1946 war er dort planmäßiger außerordentlicher Professor für Buchhandelsbetriebslehre. 1933 erhielt er zusätzlich einen Lehrauftrag an der Handelshochschule Berlin. Wegen seiner Studien „Die Zeitschrift“ (1928) und „Zeitungs- und Zeitschriftenkunde“ (1931) gilt er neben Joachim Kirchner und Jakob Friedrich Meißner als Mitbegründer der systematischen Zeitschriftenforschung. Als die Zeitschriftenkunde 1935 Lehrgegenstand der Zeitungswissenschaft wurde, erhielt er einen Lehrauftrag für Zeitschriftenkunde an der Universität Leipzig. Als Nachfolger von Walter Schöne erhielt er 1944 von der Stadt Leipzig, wo die erste Tageszeitung erschienen ist, den Gutenberg-Lehrauftrag zur Erforschung der Frühgeschichte der Presse. 
Im November 1933 unterzeichnete er das Bekenntnis der deutschen Professoren zu Adolf Hitler. Als Kommentator der Gesetzgebung zur Reichskulturkammer stand er ganz auf dem Boden der Politik von Joseph Goebbels.
Von 1946 bis 1949 lehrte Menz als ordentlicher Professor für Betriebswirtschaftslehre an der Wirtschafts- und Sozialwissenschaftlichen Fakultät der Universität Leipzig sowie 1949–1951 als Professor mit Lehrstuhl für Betriebswirtschaftslehre und Publizistik. Er war erster Direktor des Instituts für Publizistik an der Universität Leipzig (DDR).
Sein Nachlass wird im Deutschen Buch- und Schriftmuseum in Leipzig verwahrt.

## Schriften
- Die Entwicklung der Anschauung von der Germanisierung Schlesiens in der schlesischen Geschichtsschreibung bis auf Stenzel, Breslau 1910.
- Die Zeitschrift als Führungsmittel, Leipzig 1935.
- Der Kampf um Nordchina, 1936.
- Der Aufbau des Kulturstandes: die Reichskulturkammergesetzgebung, ihre Grundlagen und ihre Erfolge, Beck, München 1938.
- Der europäische Buchhandel seit dem Wiener Kongreß, Würzburg 1941.
- Die Erforschung der Frühgeschichte der Presse und ihre aktuelle Bedeutung. Antrittsvorlesung, gehalten am 24. Juni 1944
- Gutenberg-Fibel, Potsdam 1949.